# Cameron (Texas)
Pour les articles homonymes, voir Cameron.
La ville de Cameron est le siège du comté de Milam, dans l’État du Texas, aux États-Unis. Elle est baptisée en mémoire de Ewen Cameron, un officier de l'armée de la république du Texas.

## Démographie
| Groupe                           | Cameron | Texas | États-Unis |
| -------------------------------- | ------- | ----- | ---------- |
| Blancs                           | 65,6    | 70,4  | 72,4       |
| Afro-Américains                  | 20,2    | 11,9  | 12,6       |
| Autres                           | 12,0    | 10,6  | 6,4        |
| Métis                            | 1,2     | 2,7   | 2,9        |
| Amérindiens                      | 0,6     | 0,7   | 0,9        |
| Asiatiques                       | 0,4     | 3,8   | 4,8        |
| Total                            | 100     | 100   | 100        |
|                                  |         |       |            |
| Hispaniques et Latino-Américains | 33,6    | 37,6  | 16,7       |

Selon l'American Community Survey, pour la période 2011-2015, 83,03 % de la population âgée de plus de 5 ans déclare parler l'anglais à la maison, alors que 16,19 % déclare parler l'espagnol, 0,47 % l'allemand et 0,31 % le tchèque.